# Bliesdorf
Bliesdorf település Németországban, azon belül Brandenburgban. Lakosainak száma 1416 fő (2023. december 31.).

## Népesség
A település népességének változása:
| Lakosok száma | 1123 | 1195 | 1321 | 1411 | 1416 |
|               | 2017 | 2019 | 2021 | 2022 | 2023 |